# William Friedrich von Hammerstein

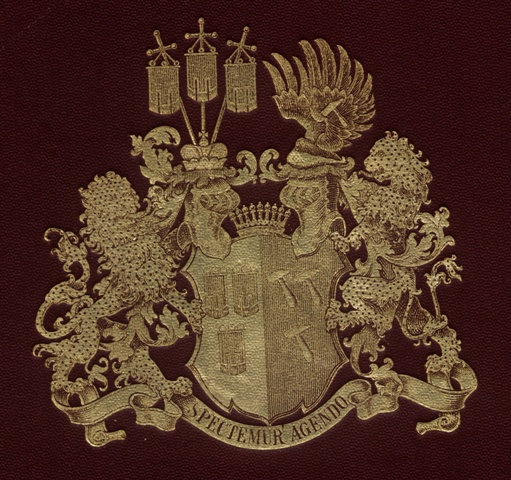
Das Wappen der Freiherren von Hammerstein

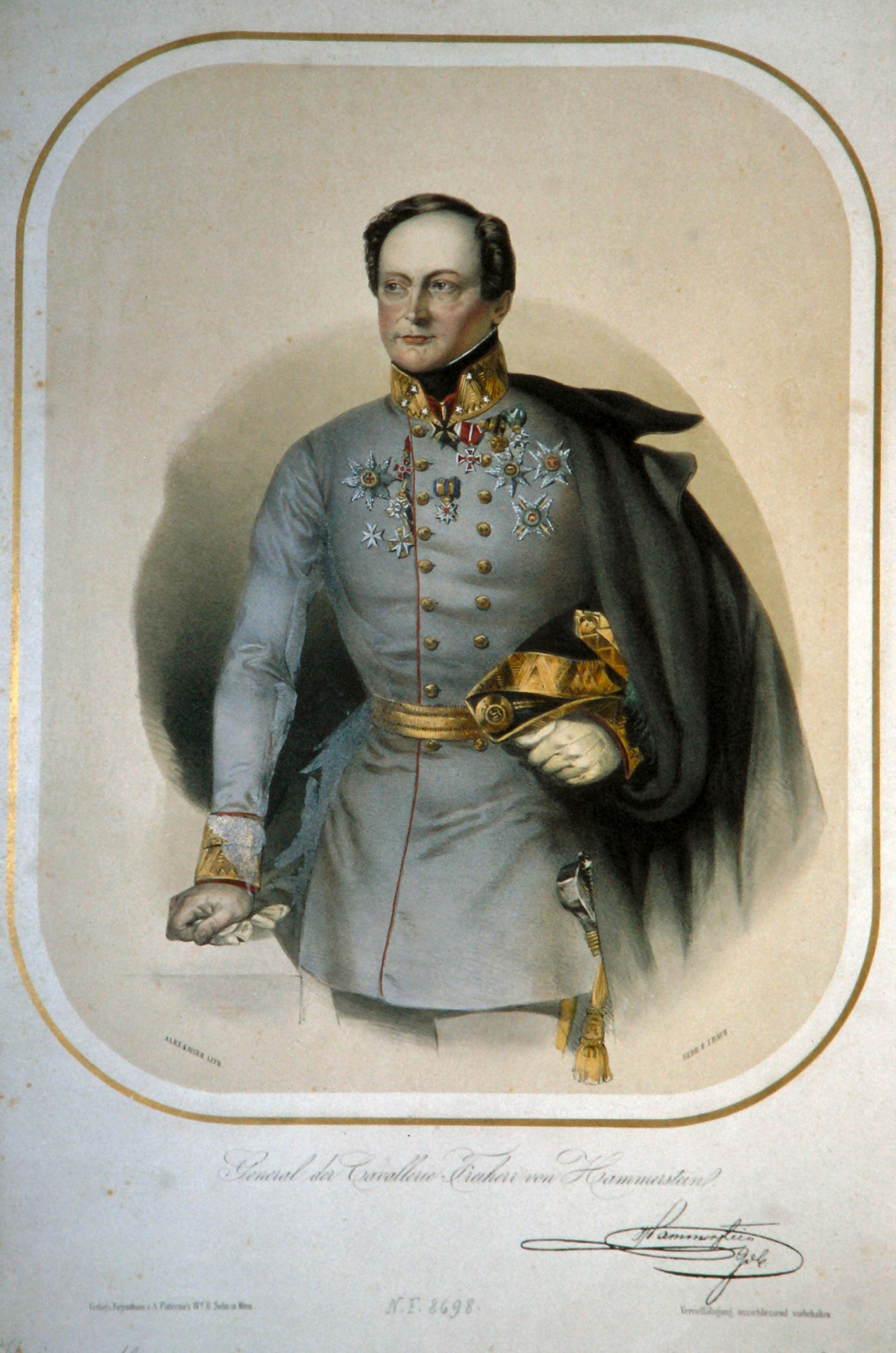
Wilhelm Friedrich Hammerstein-Equord, Lithographie von Alexander Kaiser, um 1850

William Friedrich von Hammerstein aus dem Hause Equord (* 3. März 1785 in Hildesheim; † 13. Februar 1861 in Brünn) war ein deutsch-österreichischer General der Kavallerie.

## Herkunft
Seine Eltern waren August von Hammerstein (1734–1813) und dessen Ehefrau Henriette von Münster (1752–1796), eine Tochter des Grafen Georg von Münster (1721–1772) und der Wilhelmine Dorothea von Hammerstein-Gesmoldt (1730–1758). William war der Bruder von Hans Georg von Hammerstein-Equord.

## Laufbahn bis 1806
William von Hammerstein-Equord trat zunächst als Fähnrich im Infanterieregiment Garde in die kurhannoversche Armee ein. Nach deren Auflösung infolge der Konvention von Artlenburg im Juli 1803 trat er in die preußische Kavallerie ein und machte beim Dragoner-Regiment Nr. 14 unter Karl Georg Friedrich von Wobeser die Schlacht bei Jena und Auerstedt mit. Er fiel Blücher auf, als er bei einer Attacke gegen französische Dragoner den feindlichen Oberst vom Pferd hieb.

## Laufbahn in der Westphälischen Armee bis 1813

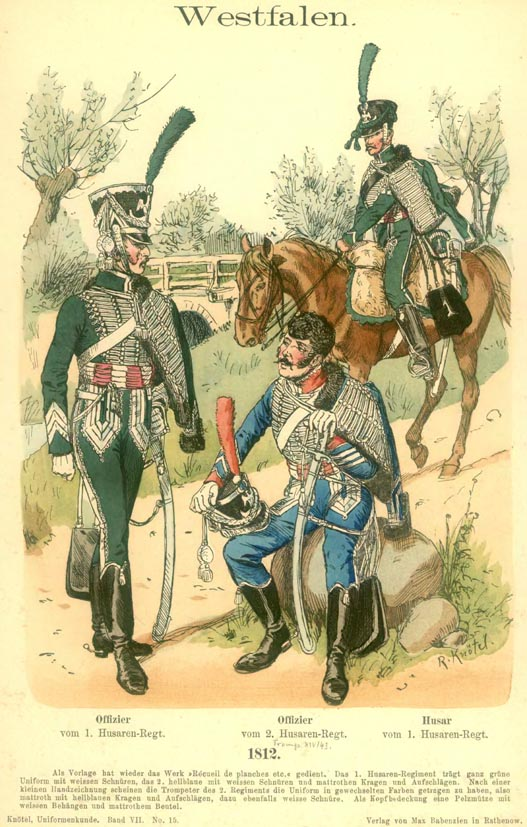
1. westphälisches Husaren-Regiment, Offizier und Husar in grüner Uniform um 1812 (nach Knoetel). Das Regiment wurde von General William von Hammerstein geführt.

Durch die Kapitulation von Prenzlau geriet er in Kriegsgefangenschaft. Nachdem seine Heimat an das neugeschaffene Königreich Westphalen abgetreten war, wurde er dort als Premierleutnant angestellt und rasch befördert. So wurde er am 3. Juli 1808 zum Rittmeister im 1. Chevaulegers-Regiment. Ab 23. Mai 1809 war er im Garde du Corps und ab 6. September 1810 Ehrenbereiter. Den westphälischen Kriegsminister Graf Morio begleitete er als Adjutant nach Neapel.
Er kämpfte im Feldzug 1808–09 in Spanien und erhielt von Napoleon den Orden der Ehrenlegion. Ab dem 24. September 1810 war er Major im 2. westfälischen Husarenregiment. Am 28. Februar 1812 kam er als Major zum 1. Husarenregiment. Dabei fungierte er 1812 auch als Kommandeur der westphälischen leichten Kavalleriebrigade, die aus dem 1. und 2. Husarenregiment gebildet worden war. Hammerstein begleitete König Jérôme Bonaparte als Ehrenstallmeister nach Russland und nahm selbst aktiv an Kampfhandlungen teil, wie etwa am 19. August 1812 in der Schlacht bei Walutina Gora/Lubino:

„Der tapfere General v. Hammerstein hatte sich allen Attacken angeschlossen und auch jetzt, wo wir wieder vorrückten, und dem Feind ganz nahe waren, karakolierte er vor der Brigade herum, um irgendeinen feindlichen Waghals herauszufordern. Es kam auch ein solcher, ein Offizier auf einem herrlichen Pferd: er führte eine Kosakenpike, wie sie das erste Glied aller russischen Husaren-Regimenter hatte, mit sich, ritt einige Volten um den General herum und feuerte sein Pistol auf ihn ab, was aber wirkungslos blieb. Hammerstein, auf einem großen türkischen Schimmel, sein breites Schlachtschwert in der Hand, hatte ruhig diesen Schuß abgewartet; nun aber stürzte er auf seinen Gegner los und spaltete ihm Tschako und Kopf bis auf die Schulter, so daß er, während Hammerstein sich seines Pferds bemächtigte, wie ein Sack zur Erde fiel.“

Im Oktober 1812 war Hammerstein als Major bei den Resten (20 überlebende Reiter) des 1. Westfälischen Kürassier-Regiments. Zurück aus Russland wurde er am 3. März 1813 zum Oberst des 1. westphälischen Husaren-Regiments ernannt.

## Übertritt in die Österreichische Armee
Nach Ablauf des am 4. Juni 1813 zu Plässwitz geschlossenen Waffenstillstands am 10. August 1813 und Österreichs Kriegserklärung an Frankreich vom 12. August 1813 erhielt Hammerstein in Görlitz den Befehl, nach Reichenberg zu marschieren. Er nutzte diese Gelegenheit, sich der antinapoleonischen Erhebung anzuschließen und mit seinem ersten Husarenregiment und dem zweiten des Majors von Penz in der Nacht zum 23. August von Reichenberg aus zu den Österreichern in Liebenau überzugehen. Er wurde mit dieser, ehemals westfälischen, leichten Kavallerie-Brigade in die Österreichisch-Deutsche Legion des Generalmajors Friedrich von Bentheim eingegliedert und über badisches Territorium nach Überquerung des Rheins zwischen Basel und Schaffhausen durch die neutrale Schweiz nach Frankreich dirigiert, wo er sich am 20. März 1814 beim Angriff auf Lyon gegen französische Kürassiere auszeichnete. Als die Legion nach dem Friedensschluss aufgelöst wurde, wurde er Kommandeur des Galizischen Ulanen-Regiments „Graf Merveldt“, welches er 1815 nochmals nach Frankreich führte. Auch 1819 war Hammerstein Regimentskommandeur dieser Ulaneneinheit und bekleidete den Rang eines Obersten.
1833 trat er als Feldmarschall-Leutnant und Divisionär von Großwardein für eine Weile in den Ruhestand und unternahm ausgedehnte Reisen.
1837 wurde er als Divisionär wieder eingestellt. Von 1840 bis 1861 wurde er zudem als General der Kavallerie Regimentsinhaber des Galizischen Ulanen-Regiments Nr. 2 und erhielt im Winter 1841/42 das Kommando des zweiten Armeekorps in Padua.
1846 wurde er zum kommandierenden General in Galizien ernannt. Dies führte zu einer katastrophalen Entwicklung. Als die Polen versuchten, die Wirren der Revolution von 1848 für sich auszunutzen, trat der inzwischen 60-jährige Hammerstein ihren Umsturzbestrebungen mit brutaler Gewalt entgegen. Im November 1848 ließ er die Stadt Lemberg bombardieren. Viele bedeutende alte Gebäude gerieten in Brand. Schließlich wurden die Akademie, die Universitätsbibliothek, das alte Theater und das Rathaus ein Raub der Flammen. Galizien musste noch bis 1854 den Belagerungszustand ertragen.
Nachdem er den Dienst quittiert hatte, lebte er in Wien oder auf seiner Herrschaft Albrechtsberg an der Donau. Er starb in Brünn am 13. Februar 1861.

## Familie
Hammerstein war zwei Mal verheiratet. Zuerst heiratete er am 7. Oktober 1816 die Freiin Karoline von Könitz († 26. Juni 1836). Die Ehe blieb ohne Kinder. Nach dem Tod seiner ersten Frau heiratete er am 1. Februar 1839 die Gräfin Maria von Salis-Zizers (* 1. Februar 1820), Tochter von Rudolf von Salis-Zizers. Da auch diese Ehe kinderlos blieb, adoptierte er seinen Neffen Herbert (* 20. Dezember 1835), Sohn des königlich hannoverschen Majors und Forstmeisters Karl von Hammerstein aus dessen zweiter Ehe mit der Freiin Adelheid von Oldershausen.